# Crotalaria nayaritensis
Crotalaria nayaritensis är en ärtväxtart som beskrevs av Donald Richard Windler. Crotalaria nayaritensis ingår i släktet sunnhampor, och familjen ärtväxter. Inga underarter finns listade i Catalogue of Life.